# Corneliu Oros
Corneliu Oros (ur. 5 marca 1950 w Oradei) – rumuński siatkarz, medalista igrzysk olimpijskich.

## Życiorys
Uczestnik igrzysk w Monachium, gdzie Rumunia zajęła 5. miejsce. Oros był w składzie reprezentacji Rumunii podczas igrzysk olimpijskich 1980 w Moskwie. Jego reprezentacja zdobyła brązowy medal. Brązowy medalista mistrzostw Europy z 1971.